# Свято-Георгиевская церковь (Заворичи)
Свято-Георгиевская церковь (укр. Свято-Георгіївська церква) — деревянный православный храм в селе Заворичи Киевской области. Принадлежал УПЦ МП. Разрушен в 2022 году в ходе российского вторжения на Украину.

## История
Первый деревянный храм в селе Заворичи был построен в 1665 году в честь святой Варвары и разобран в 1935 году. В 1873 году была построена новая церковь в честь святого Георгия Победоносца в виде однокупольного деревянного храма. В 1935 году Свято-Георгиевская церковь была закрыта для богослужения и использовалась как зернохранилище. После окончания Великой Отечественной войны церковь уже не использовалась как зернохранилище, но богослужения в нём не возобновились.
Вновь храм был открыт в 1968 году. В этот же время в нём произошло отделение левого бокового нефа и обустройство там придела в честь святой Варвары. В храме были установлены новые иконостасы. Из-за выполнения новой росписи храма была утрачена изначальная роспись Свято-Георгиевской церкви. Тем не менее сохранились две росписи на потолке в левом и правом нефах: икона Богородицы и Спасение утопающего Петра.
В 1998 году усилиями протоиерея Александра Журавлёва произошло обновление храма. Были закончены кровельные работы, реконструирован фундамент, проведена реставрация лакокрасочного покрытия. В 2007 году была выполнена реставрация росписи спасения утопающего Петра. В 2008 году предел был перестроен для совершения богослужений в зимний период, возведён левый иконостас. В 2010 году прошла очередная реконструкция куполов храма, а в 2012 году — произведено обновление росписей.
18 августа 2016 года настоятелем храма был назначен протоиерей Пётр Котюк. 
В ходе российского вторжения на Украину храм 7 марта 2022 года попал под обстрел российской артиллерии и в результате сгорел.

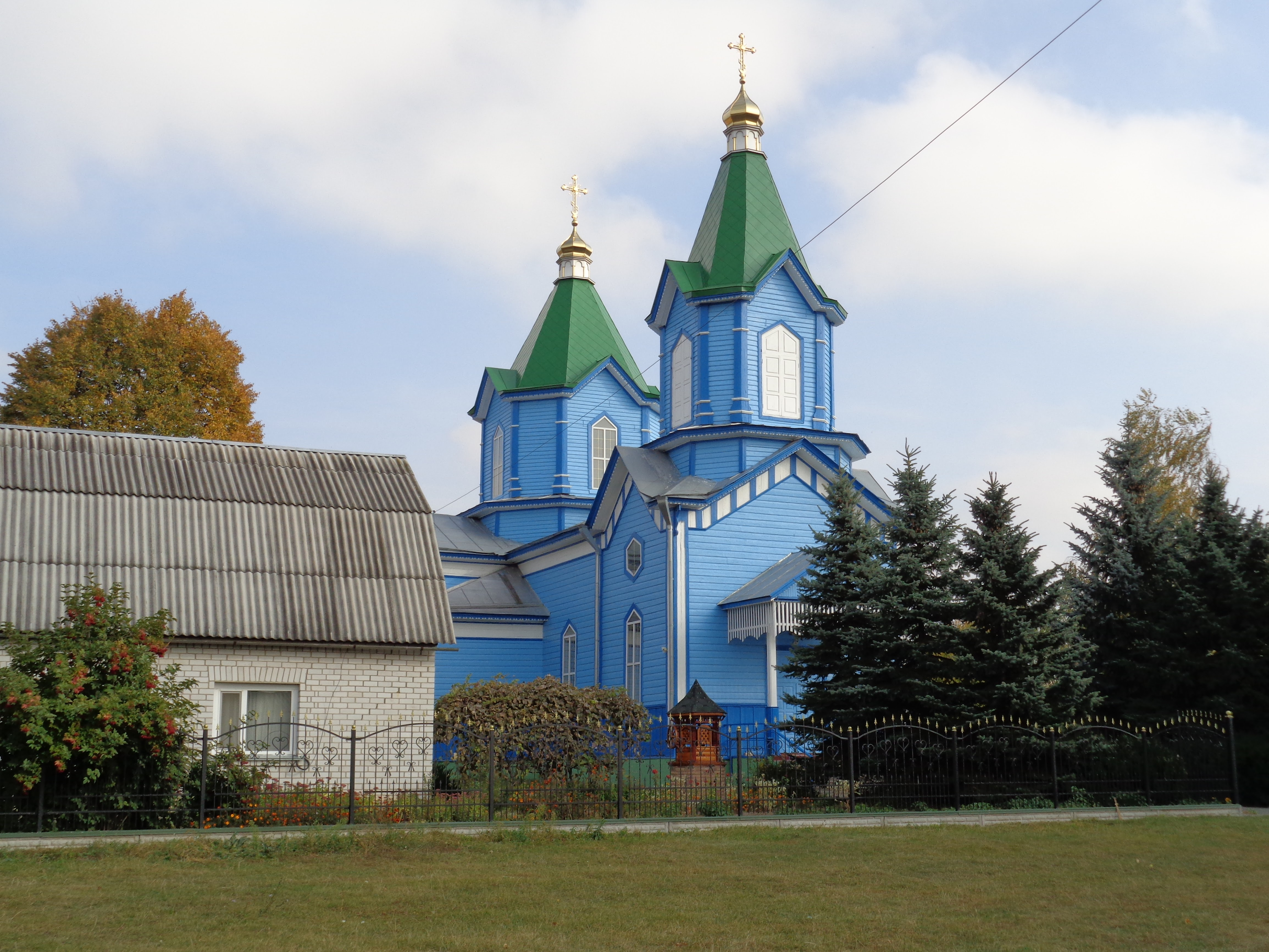
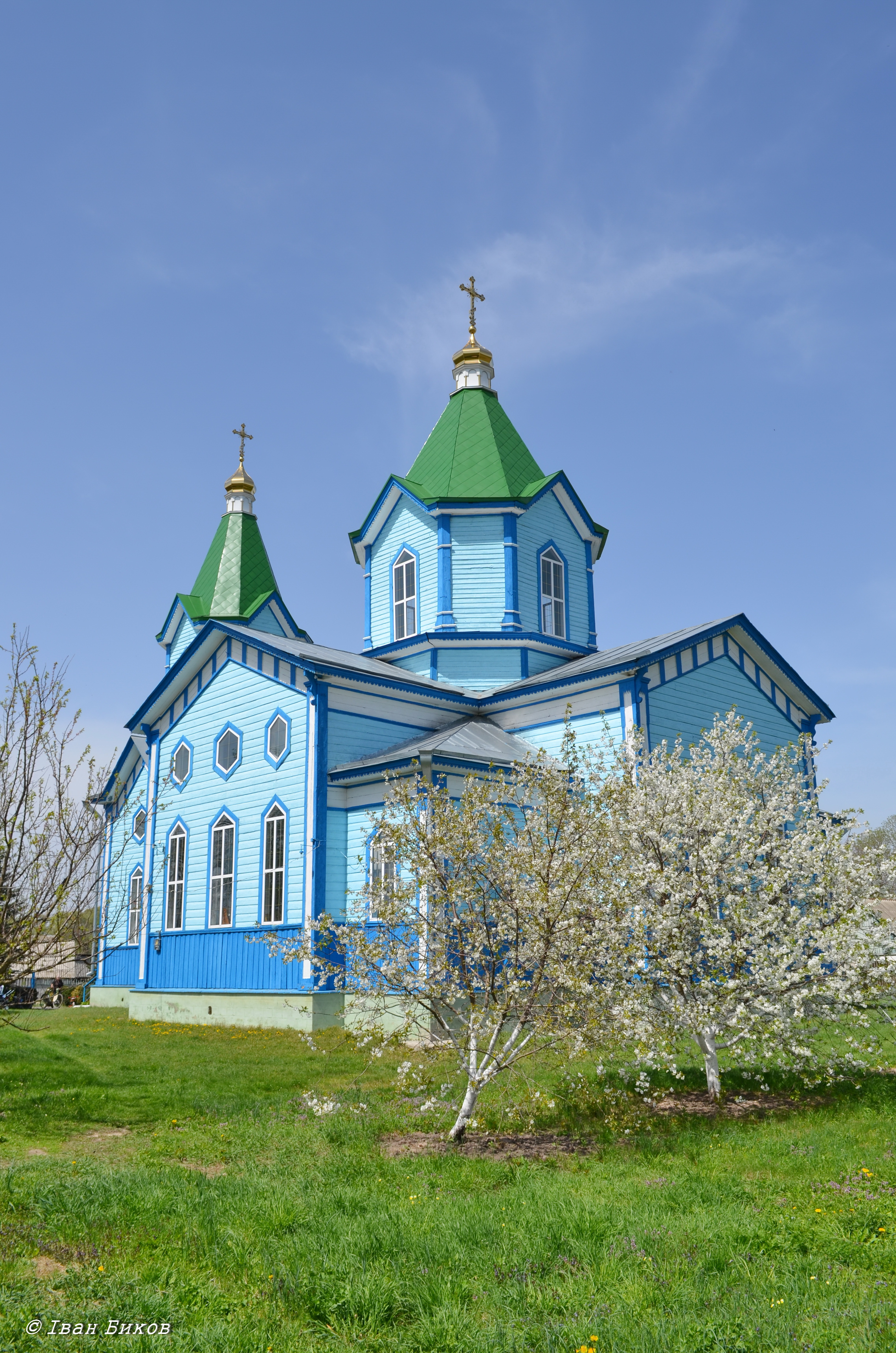
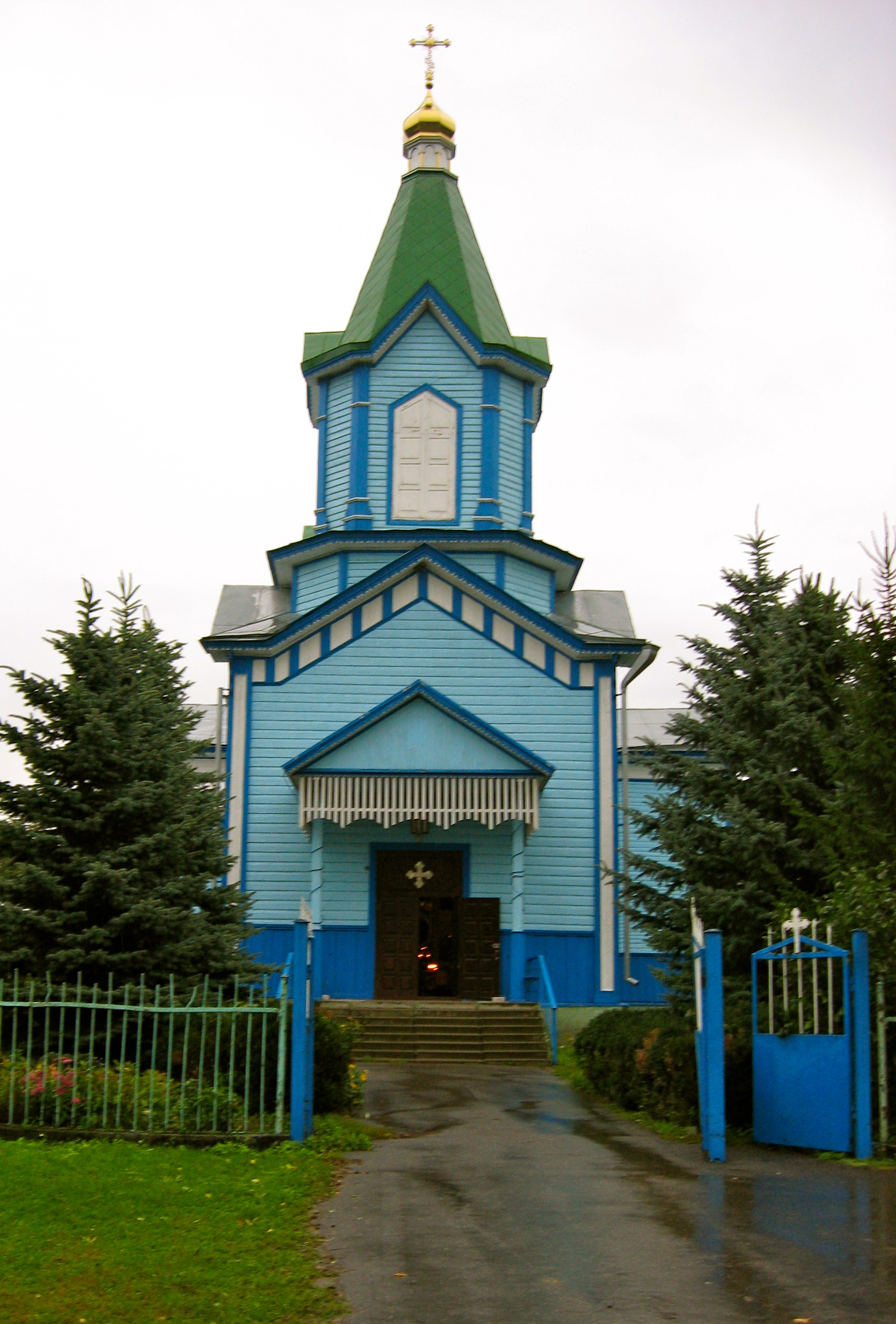
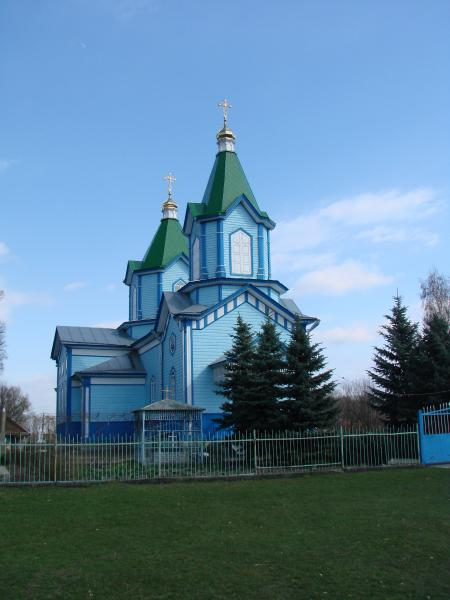
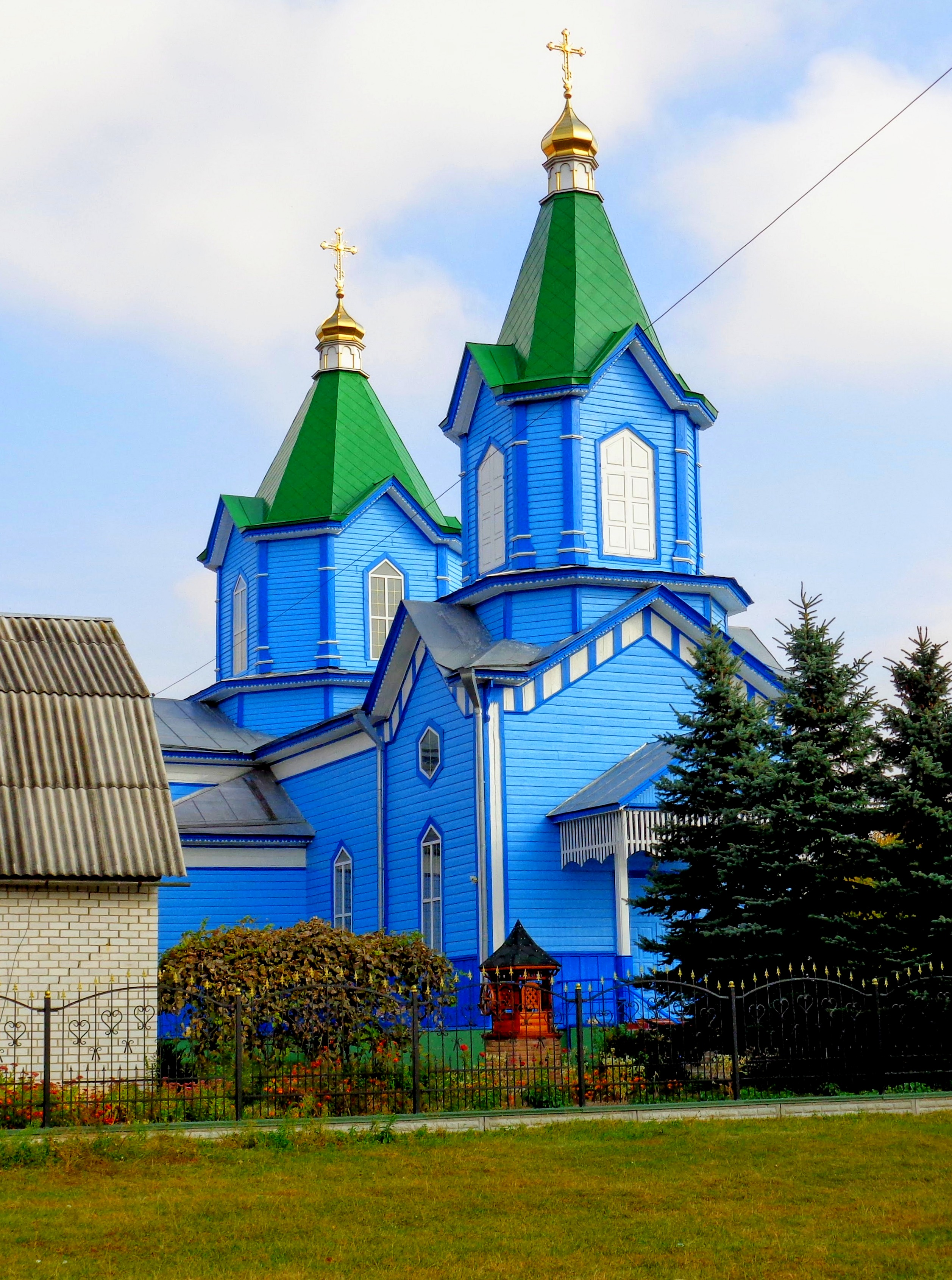